# 黒田寿男
黒田 寿男（くろだ ひさお、1899年4月14日 - 1986年10月21日）は、日本の農民運動家、政治家、弁護士。1948年結成の労働者農民党の初代主席。元衆議院議員。

## 来歴
岡山県津高郡金川村（現・岡山市北区）出身。第六高等学校を経て東京帝国大学法学部に入学。在学中に新人会で活動し、学生連合会を結成、委員長となる。法曹資格を得て後は自由法曹団で労働運動・農民運動を支援。労農党、労農派に参加した。1929年（昭和4年）には東京無産党を結成して書記長に就任、翌年に全国大衆党に合流した。
1936年（昭和11年）に行われた第19回衆議院議員総選挙に岡山県第1区から全国農民組合の支援を受けて出馬。初当選するものの翌1937年（昭和12年）に人民戦線事件で加藤勘十とともに検挙、政界から追放の憂き目に遭った。
戦後、日本社会党の結成に参加。最左派として衆議院予算委員会理事・農林委員会委員を歴任するが、芦田均内閣の予算案に最左派の黒田ら6人が反対。1948年（昭和23年）7月7日、造反したことを理由に、石野久男・岡田春夫・園田天光光（園田直の妻）らとともに党から除名。同年7月12日、黒田らは社会党正統派議員団を結成した。
その後、黒田ら除名処分を受けた議員は1948年（昭和23年）に労働者農民党を結成し、黒田は主席に就任した。結党宣言では社会党を「階級闘争を放棄し（中略）ブルジョア第三党に転落した」とマルクス主義の立場から痛烈に批判。一方、日本共産党には「日本民主革命のために闘いつつある」と一定の評価をしつつ、「独善的偏向をもち（中略）極左的闘争主義の傾向が見られ、この結果勤労大衆の利益は日本共産党だけでは確保されない」と結論づけ、「社会党の左、共産党の右」を目指した。
1954年（昭和29年）、黒田は代表団を率いて朝鮮戦争停戦後はじめて朝鮮民主主義人民共和国を訪れ、「朝鮮戦争の悲惨な現状と、祖国の独立と自由のために戦った朝鮮人民の英雄的な姿を日本国民に報告したい」と語り、日朝友好運動に貢献した。社会党・共産党との間の統一戦線を目指したが、園田らが党を離脱したりするなど党勢が伸び悩み、自らが支持基盤としていた日本農民組合では共産党との指導性をめぐって内部分裂が起きてしまい、1955年の第27回衆議院議員総選挙では自らも落選、結局1957年（昭和32年）に労農党は解散、黒田らは社会党に復帰した。
その後は1958年（昭和33年）の第28回衆議院議員総選挙で国会議員に返り咲き、60年安保反対運動や日中友好運動に取り組み、日中友好協会(正統)本部会長を務めた。
1972年（昭和47年）の総選挙での落選後に政界を引退し、後継として矢山有作が衆議院議員を3期務める。
全国農民連合常任委員、日本農民組合委員長などを歴任した。
1986年10月21日、急性肺炎のため死去。享年87。

## 人物
- 新東京国際空港（現・成田国際空港）の一坪共有地の名義人の1人であった[6]。
- 毛沢東・鄧小平・周恩来などとも独自のパイプを築いていたといわれる。

## 著書
- 『われら青票を投ず』（1948年）
- 『日本農民組合運動史』（1949年）